# Philippe Ier de Montfort-Castres
 (janvier 2015).
Pour les articles homonymes, voir Philippe Ier et Philippe de Montfort.
Philippe de Montfort, né en Terre sainte, probablement à Sidon vers 1206, assassiné à Tyr le 17 mars 1270, fut seigneur de la Ferté-Alais, de Bréthencourt et seigneur de Castres-en-Albigeois de 1228 à 1239, seigneur de Toron de 1239 à 1257 et seigneur de Tyr de 1246 à 1270. Il était fils de Guy de Montfort, seigneur de la Ferté Alais, de Bréthencourt et de Castres et d'Helvis d'Ibelin.
Né en Terre Sainte, frère utérin de Balian Grenier, comte de Sidon, il vint en France vers 1211 quand son père y retourna, pour aider son frère aîné Simon de Montfort, qui dirigeait la croisade des Albigeois. En 1212, son père reçut la seigneurie de Castres-en-Albigeois.
Il épousa vers 1220 Éléonore de Courtenay (1208-1230), fille de Pierre II de Courtenay, empereur latin de Constantinople, et de Yolande de Hainaut. Ils auront un fils, Philippe (1225-1270), qui lui succédera dans ses fiefs français.
Philippe Ier part en 1228 avec la sixième croisade, mais ne reste pas en Orient et rentre pour prendre possession des domaines de son père, tué lors du siège d'un château près de Pamiers. 
Une fille d’Étienne de Sancerre, dont on ignore le nom, épousa Philippe Ier de Montfort. En décembre 1251, ledit Étienne de Sancerre, faisant en France les affaires de son beau-fils, Philippe de Montfort, amortit aux religieuses de Villiers-le-Châtel la donation par Erembour de Centignonville du droit de champart, justice et redevances, achetés en 1245 à Philippe de Garancières.
En 1239, l'appel de l'Orient se fait à nouveau sentir, il laisse ses domaines de Castres, la Ferté-Alais et Bréthencourt laisse la gestion de ses biens à son beau-père, Étienne de Sancerre, qui la remit à son fils aîné, Philippe II de Montfort, dès que celui-ci eut atteint sa majorité: il s’était réservé une rente de deux mille livres qu’il lui abandonna un peu plus tard
Il participe à une expédition croisée dirigée par Thibaud IV de Champagne et Richard de Cornouailles. Après la défaite de Gaza, en 1241, les barons rentrent en Europe, mais Philippe s'installe définitivement dans le royaume de Jérusalem, où il épouse Marie d'Antioche (née en 1215), dame de Toron, fille de Raymond-Roupen, prince d'Antioche et d'Héloïse de Lusignan. Marie d'Antioche avait en outre des droits sur le royaume arménien de Cilicie, mais ne put jamais les faire valoir avec succès en 1248. Philippe et Marie eurent :
- Jean de Montfort (mort en 1283), seigneur de Toron et de Tyr ;
- Onfroy de Montfort (mort en 1284), seigneur de Beyrouth et de Tyr ;
- Philippine (morte 1282), mariée à Guillaume d'Esneval ;
- Alix, vivante en 1282 et en 1295 ;
- Helvis, vivante en 1282 et en 1295.

Une lutte, appelée guerre des Lombards, opposa peu après les barons du royaume et les partisans de l'empereur Frédéric II et Philippe prit avec son cousin Balian d'Ibelin la tête du parti des barons. Il prit la ville de Tyr, tenue par les impériaux, en 1243 et devint connétable du royaume de 1244 à 1251. En 1246, il reçoit la seigneurie de Tyr, et rejoint à Damiette la septième croisade de Saint-Louis, de 1248 à 1251. En 1256, il expulse les Vénitiens de Tyr, ce qui entraina la Guerre de Saint-Sabas. En 1257, il cède Toron à son fils Jean, devenu majeur.
À la fin de sa vie, Philippe apparaissait comme l'un des barons capable de persuader les rois européens de lancer une croisade, aussi le sultan mamelouk Baybars engagea des assassins qui le tuèrent à Tyr, le 17 mars 1270.